# Astronesthes haplophos
Astronesthes haplophos és una espècie de peix de la família dels estòmids i de l'ordre dels estomiformes.

## Hàbitat
És un peix marí i d'aigües profundes que viu fins als 2.000 m de fondària.

## Distribució geogràfica
Es troba a l'Atlàntic oriental central: 12° 07′ N, 23° 08′ W.